# Альстрём, Каттис
Катарина Софие «Каттис» Альстрём (швед. Katarina Sofie «Kattis» Ahlström, род. 9 июня 1966 года в Гётеборг, Швеция) — шведская журналистка, телеведущая, бывший генеральный секретарь детской правозащитной организации BRIS.

## Биография
Каттис выросла в Люнде в семье врача Ханса Альстрёма (1939—2005) и Анн-Кристин Альстрём Экберг. У неё есть старшая сестра Габриэлла Альстрём и младший брат Фредрик Альстрём.
В детстве мечтала о карьере классического музыканта; Каттис играет на виолончели и фортепиано, а также изучала музыковедение в университете, но была вынуждена сменить направление из-за травмы руки.
Начинала свою карьеру в качестве телеведущей развлекательной программы «С 7 до 9» шведского телевидения вместе с Клаэсом Окесоном (Claes Åkeson).
В 2000 году вела Евровидение на стокгольмской арене Глобен вместе с Андерсом Лундином (Anders Lundin).
В 2003—2005 годах она вела программу «TV-huset» (ТВ-дом), за что в 2005 году получила премию Kristallen как «Лучшая женщина-телеведущая». Работала в качестве конферансье на Melodifestivalen и благотворительных гала-концертах на телевидении.
В 2009 году она вернулась на телевидение в программе «Kattis & Company» на канале TV4 Plus, а также работала главным редактором газеты Kattis & Company в 2009—2011 гг. В 2006—2010 гг. была главным редактором популярного еженедельного журнала Icakuriren.
В 2012—2015 гг. исполняла обязанности генерального секретаря детской правозащитной организации BRIS (швед. Barnens rätt i samhället), а также участвует в фондах Lilla barnets fond (Фонд маленького ребёнка), Rädda Barnen (Спасите ребёнка) и фонде ООН в области народонаселения ЮНФПА.
Осенью 2015 года Каттис вернулась на телеканал SVT, чтобы провести четыре выпуска программы Nobelstudion, посвящённой лауреатам Нобелевской премии.